# Sepahan-Airlines-Flug 5915
Am 10. August 2014 stürzte auf dem Sepahan-Airlines-Flug 5915 (Flugnummer: HH5915) eine HESA Iran-140-100, ein iranischer Lizenzbau der Antonow An-140, unmittelbar nach dem Start vom Flughafen Teheran-Mehrabad infolge eines Triebwerksausfalls ab. Bei dem Unfall kamen alle sechs Besatzungsmitglieder sowie 34 der 42 Passagiere ums Leben.

## Unfall
Das Flugzeug der  Sepahan Airlines stürzte kurz nach dem Start um 09:18 Uhr Ortszeit (UTC+4:30) auf ein Wohngebiet in der Nähe des Flughafens. Dort brach daraufhin ein Feuer aus. Unfallursache war der Ausfall eines der beiden Triebwerke.

## Folgen
Der iranische Präsident Hassan Rohani verhängte ein Startverbot für alle Maschinen dieses Typs, bis die Unfallursache geklärt war.